# The Usos
The Usos (znani także jako The Usos Brothers) – amerykański tag team pro zapaśników, składający się z Jimmy’ego Uso i Jeya Uso walczący dla federacji WWE. Drużynie towarzyszyła Tamina Snuka jako ich menadżerka. Bracia w swojej karierze zdobyli tytuł mistrzów Florida Tag Team Championship.
Jimmy (właściwie Jonathan Solofa Fatu Jr.) i Jey (właściwie Joshua Samuel Fatu) są synami wrestlera Solofy Fatu, lepiej znanego jako Rikishi. Wszyscy należą do rodziny Anoaʻi. Do tej samej rodziny należą także Roman Reigns, The Rock, Umaga czy Yokozuna.

## World Xtreme Wrestling
Team rozpoczął swoją przygodę w profesjonalnym wrestlingu od występu tag teamowego dla World Xtreme Wrestling. Na show w Milton, Florida, 8 czerwca 2007 roku wystąpili pod swoimi prawdziwymi imionami (Jonathan i Joshua Fatu).

## World Wrestling Entertainment

### Florida Championship Wrestling (2009–2010)
Jimmy Uso zadebiutował na Florida Championship Wrestling w odcinku nagranym 5 listopada, a w ringu towarzyszył mu Donny Marlow. Jimmy uczestniczył także w dark matchu FCW nagranego 19 listopada, pokonując Titusa O’Neila.
The Uso Brothers rozpoczęli swoją karierę w 2010 roku pokonując The Rotondo Brothers (Windham Rotunda i Bo Dallas) 14 stycznia. 18 lutego, The Rotundo Brothers wraz z Wesem Brisco pokonali The Usos i Donny’ego Marlowa. Jey i Jimmy zachowywali dobre stosunki z Donnym, który stanął w ich narożniku, kiedy The Usos zwyciężyli nad Titusem O’Neillem i Big E. Langstonem 25 lutego. W marcu, do drużyny dołączyła Sarona Snuka, która została ich menadżerką. Krótko po tym, 13 marca The Usos pokonali The Fortunate Sons (Joe Hennig i Brett DiBiase) i wygrali tytuł mistrzów FCW Florida Tag Team Championship. Przyszło im bronić tytułu bardzo szybko, już 18 marca, kiedy pokonali The Dudebusters (Trent Baretta i Caylen Croft. Udało im się także obronić tytuły w walce z Percy Watsonem i Darrenem Youngiem, przed Hunico i Tito Nieves, przed Skipem Sheffieldem i Darrenem Youngiem, a także przed The Dudebusters, kiedy Tamina wypchnęła sędziego z ringu za co The Usos zostali zdyskwalifikowani. Ostatecznie, 3 czerwca The Usos stracili swoje tytuły na rzecz "Los Avidores" (Hunico i Dos Equis).

### Feud z The Hart Dynasty

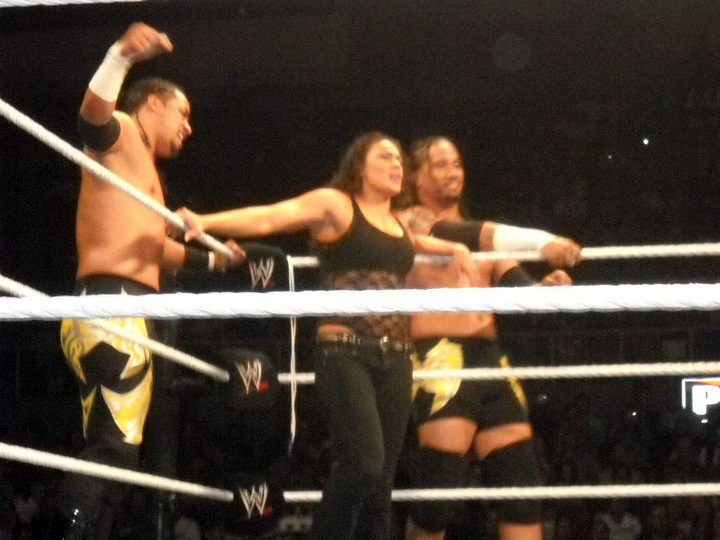
The Usos z Taminą Snuką

24 maja 2010 roku na RAW, The Usos i Tamina zadebiutowali atakując Unified Tag Team Champions The Hart Dynasty (Tyson Kidd, David Hart Smith i Natalya) zmieniając się w heelów. W następnym tygodniu, Generalny Menadżer RAW, Bret Hart rozpoczął show podpisaniem kontraktów z drużyną. Tamtej nocy trio miało swoje promo, w którym oczekiwali respektu dla swojej rodziny. W przemówieniu przeszkodzili im The Hart Dynasty, którzy przeprowadzili atak, który był rewanżem za sytuację sprzed tygodnia. Jednak rachunki nie zostały wyrównane, The Usos przypuściło atak na The Hart Dynasty 7 czerwca na RAW, jednak tamci byli przygotowani na atak. The Usos miało swój ringowy debiut 17 czerwca na Superstars, pokonując Goldusta i Marka Henry’ego. Trzy dni później drużyna miała swój debiut na PPV, przegrywając z The Hart Dynasty w six-person mixed tag team matchu na gali Fatal 4-Way. Kolejna walka między tag teamami zaplanowana była na RAW 28 czerwca, jednak podczas wejścia The Hart Dynasty, bracia Uso zaatakowali przeciwników i walka nie odbyła się. Później, 12 lipca na RAW The Usos pokonali The Hart Dynasty w six-person mixed tag team matchu, podczas którego Jey odliczył Smitha. The Usos wyzwali swych wrogów na walkę o Unified Tag Team Championship na Money in the Bank PPV, jednak ten mecz przegrali. Następną walkę mieli na RAW 26 lipca, wtedy Jey Uso przegrał swój pierwszy pojedynek jeden na jeden z Randym Ortonem. Bracia kolejną walkę na PPV stoczyli na Night of Champions. Była to walka o Tag Team Championship na zasadach Tag Team Turmoil match. Wtedy wyeliminowali The Hart Dynasty i team złożony z Vladimira Kozlova i Santina Marelli. Zostali odliczeni przez Marka Henry’ego i Evana Bourne’a. 6 grudnia na RAW, The Usos brało udział w fatal four way tag matchu i zostali wyeliminowani, jednak wtedy Tamina stanęła w narożniku Marelli i Kozlova, a tamta drużyna wygrała WWE Tag Team Championship. W rezultacie, Tamina zmieniła się w face’a i opuściła The Usos.

### Pościg za Tag Team Championship (2011–2014)
26 lipca 2011 roku, Usos zostali przeniesieni na SmackDown na tamtorocznym Draftcie. 2 czerwca na Superstars, The Usos stali się face’ami, kiedy stanęli przeciwko The Corre (Justin Gabriel i Heath Slater) i przegrali pojedynek. W czerwcu The Usos przeplatali porażki z wygranymi przeciwko Gabrielowi i Slaterowi w walkach tag teamowych. Zwyciężyli także w dwóch six-man tag team match, kiedy przeciwnikom towarzyszył Ezekiel Jackson a braciom Usos – Trent Barreta. 24 czerwca na SmackDown, The Usos zaczęli używać Siva Tau, tradycyjnego samoańskiego tańca wojennego, jako część wejścia do ringu. 29 czerwca na SmackDown, The Usos przegrali walkę z David Otunga i Michael McGillicuty w walce o pasy WWE Tag Team Championship.
The Usos pojawili się na otwarciu piątego sezonu WWE NXT. Bracia pokonali Darrena Younga i JTGego 27 września na NXT Redemption. Jak tylko team zaistniał na NXT, został zaatakowany przez Curta Hawkinsa i Tylera Reksa. Bracia w następnym odcinku przegrali z nimi walkę. W 2012 roku wygrali na NXT z drużyną Hawkinsa i Reksa, jednak przegrali z Primo i Epico na SmackDown. Krótkie spięcie mieli także z JTG-m, który zaczął chodzić z Taminą. W marcu 2012 roku The Usos feudowali z Darrenem Youngiem i Titusem O’Neilem. Na finale piątego sezonu NXT (13 czerwca), The Usos pokonali Johnny’ego Curtisa i Michaela McGillicuty.
Na WrestleManii XXVIII bracia próbowali sięgnąć po WWE Tag Team Championship w triple threat dark matchu przeciwko Primo i Epico, a także Tysonowi Kiddowi i Justinowi Gabrielowi, jednak przegrali. Na gali No Way Out walczyli w walce przeciwko drużynom Primo & Epico, Justin Gabriel & Tyson Kidd i The Prime Time Players w Fatal-4-Way Tag Team matchu o tytuł pretendentów do tytułu, jednak i tym razem przegrali. 16 czerwca na RAW, The Usos weszli na ring razem ze swoim ojcem Rikishim po tym jak Rikishi pokonał Heatha Slatera. Na 7 edycji SmackDown, we wrześniu, bracia przegrali w Triple Threat Tag Team matchu o miano pretendenta do tytułu WWE Tag Team z The Prime Time Players i Primo & Epico.
The Usos zaczęli krótki feud z The Ascension (Conor O’Brian i Kenneth Cameron) 15 sierpnia na NXT. Pierwsza walka pomiędzy nimi została zakończona dyskwalifikacją Ascension, którzy zaatakowali samoańskich wojowników po meczu. Podczas innego odcinka, 29 sierpnia, bracia wyzwali Asension na walkę, jednak tamci urządzili na nich zasadzkę i po raz kolejny pobili The Usos. Inny odcinek NXT, 5 sierpnia, przyniósł walkę tych tag teamów, którą zwyciężyli Ascension. The Usos w teamie z Richim Steamboat przegrali kolejny pojedynek z The Ascension i Kassiusem Ohno, na odcinku NXT 17 października. Feud między tymi drużynami został ucięty kiedy Cameron odeszła z WWE. Później, samoańscy wojownicy razem z Kofim Kingstonem stworzyli drużynę, która miała przeciwstawić się The Shield (gdzie walczy kuzyn Usos – Roman Reigns. Jednak walka zakończyła się przypięciem Kingstona przez Deana Ambrose. Odbyło się to na RAW 6 maja.
Na innym wydaniu RAW, 3 czerwca, The Usos pierwszy raz pomalowali twarze do walki, jak ich wuj Eddie Fatu, co było wyraźnym nawiązaniem do samoańskiej kultury. Tej samej nocy, pokonali oni drużynę The Prime Time Players, co rozpoczęło ich serię wygranych. 5 czerwca na Main Event, pokonali Team Rhodes Scholars (Cody Rhodes i Damien Sandow). 24 czerwca po raz kolejny odnieśli zwycięstwo na RAW w walce z 3MB (Drew McIntyre i Jinder Mahal) i zostali pretendentami do tytułów Tag Team Championship otrzymując walkę na Money in the Bank PPV. Wtedy rozpoczął się ich feud z obecnymi mistrzami – Sethem Rollinsem i Romanem Reignsem z The Shield. Kolejny tydzień na SmackDown przyniósł zwycięską walkę braci Uso wraz z Christianem przeciwko The Shield. Na SmackDown 12 lipca Seth Rollins pokonał Jeya Uso. Wtedy The Usos wyzwali obecnych mistrzów z The Shield na Money in the Bank na walkę o pasy, jednak na gali przegrali. Na SmackDown z 19 lipca, Usos zostali zaatakowani przez The Shield, jednak pomógł im Mark Henry, z którym zawarli sojusz.

## Inne media
Bracia mieli swój debiut w pierwszym odcinku internetowym show emitowanym na youtube, produkcji WWE, pokazali jak ugotować tradycyjne, samoańskie barbecue.
Bracia jako drużyna The Usos została przedstawiona w grze wideo produkcji WWE – WWE '13 jako postacie, które można pobrać jako dodatek.

## Życie prywatne
Jonathan Solofa Fatu i Joshua Samuel Fatu urodzili się w San Francisco 22 sierpnia 1985 roku w rodzinie o samoańskich korzeniach. Ich nazwa drużyny "Uso" oznacza "Brat" w języku samoańskim. The Usos są synami wrestlera Rikishiego. Należą do rodziny Anoaʻi i są kuzynami pierwszego stopnia z The Rockiem. Bracia uczęszczali na Uniwersytet Wschodniej Alabamy (University of West Alabama) gdzie grali w drużynie footballu jako wspomagający. Jonathan grał w jednym sezonie (2003) kiedy jego brat – Joshua, w latach 2003–2005.
Jonathan Fatu jest mężem wrestlerki SmackDown Live – Naomi.

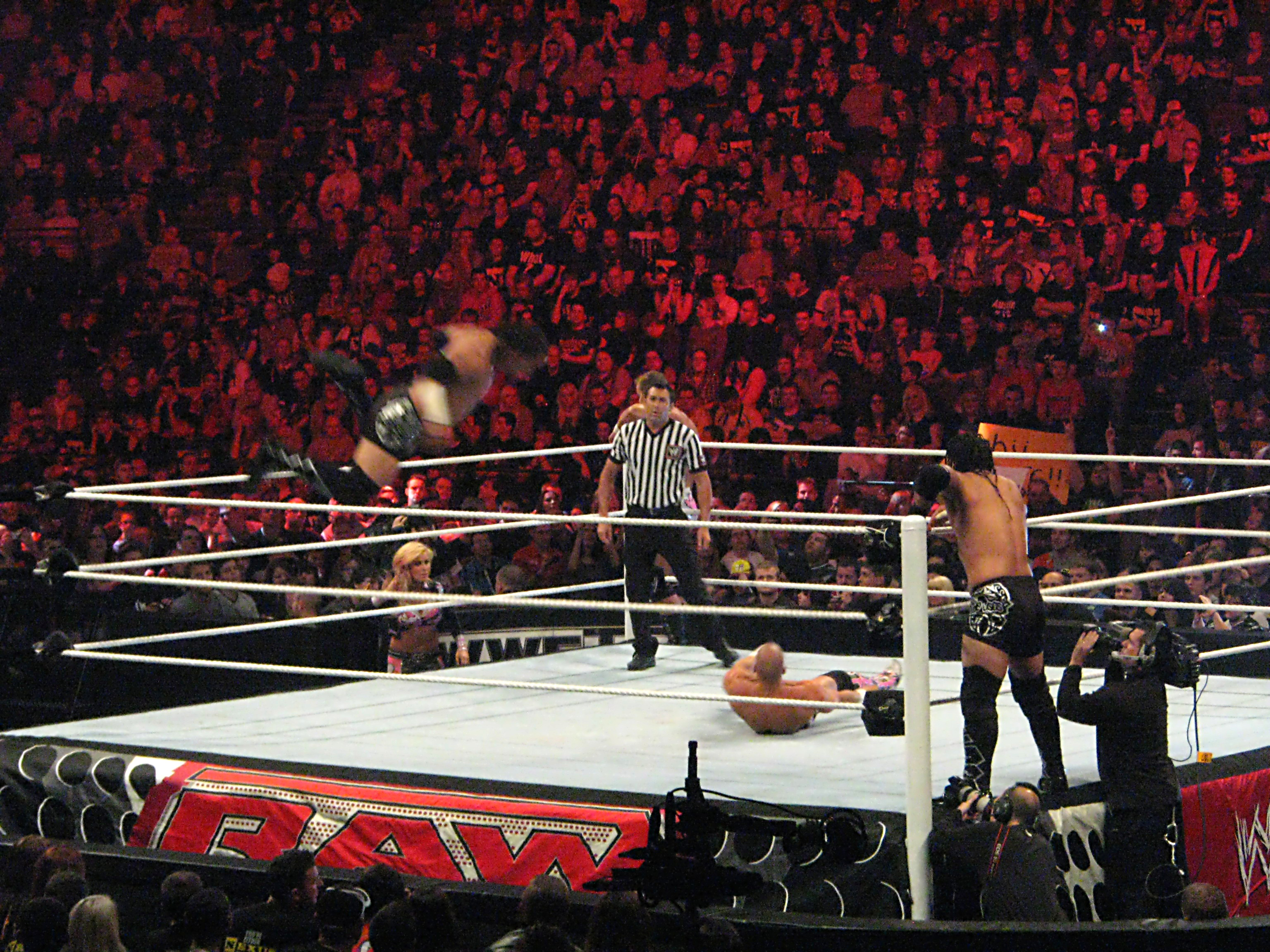
The Usos podczas walki

## Tytuły mistrzowskie i rankingi
- World Wrestling Entertainment
  - WWE Tag Team Championship (2 razy)
- Florida Championship Wrestling
  - Florida Tag Team Championship (1 raz)
- Pro Wrestling Illustrated
  - PWI umieściło Jimmy’ego na 92. miejscu z 500 wrestlerów na PWI 500 z 2012 roku.
  - PWI umieściło Jeya na 91. miejscu z 500 wrestlerów na PWI 500 z 2012 roku.